# 2000 au Canada
Pour un article plus général, voir Chronologie du Canada.
Cet article traite des événements qui se sont produits durant l'année 2000 au Canada.

## Événements

### Janvier
- 7 janvier : Beverley McLachlin est nommé juge en chef à la cour suprême.

### Février
- 21 au 26 février : Championnats du monde juniors de ski alpin dans les environs de Québec.

### Avril
- 3 au 9 avril : Championnat du monde féminin de hockey sur glace dans divers villes du sud-est de l'Ontario.

- 17 avril : élection générale au Yukon — le gouvernement du Nouveau Parti démocratique est défait par le Parti libéral et Pat Duncan succède à Piers McDonald au poste de Premier ministre.

- 17 avril : élection générale à l'Île-du-Prince-Édouard — le Parti progressiste-conservateur conserve sa majorité à l'Assemblée législative ; le Parti libéral forme l'opposition officielle.

### Juillet
- 11 juillet : 10e anniversaire de la crise d'Oka.

### Octobre
- 5 octobre : 30e anniversaire de la crise d'octobre de Montréal et de Ville de Québec.

- 17 octobre : 30e anniversaire de l'enlèvement et meurtre de l'ancien vice-premier ministre du Québec Pierre Laporte.

### Novembre
- 27 novembre : 37e élection fédérale — le Parti libéral du Canada conserve sa majorité à la Chambre des communes ; l'Alliance canadienne forme l'opposition officielle.

## À surveiller
- Sommet du G20 à Québec
- Championnats du monde de marathon (canoë-kayak) à Dartmouth
- Jeux d'hiver de l'Arctique pour une cinquième fois à Whitehorse

## Naissances
- 13 juin : Penny Oleksiak, nageur
- 15 juillet : Victoria Stafford, victime de meurtre.
- 17 juillet : Maria Aragon, chanteuse.

## Décès
- 22 janvier - Anne Hébert, écrivaine.
- 26 janvier - A. E. van Vogt, auteur.
- 7 février - Sid Abel, joueur de hockey sur glace.
- Doug Henning, magicien.
- Wilfred Cantwell Smith, auteur.
- 15 février - Angus MacLean, premier ministre de l'Île-du-Prince-Édouard.
- 3 mars - Sandra Schmirler, joueuse de curling.
- 5 mars - Daniel Yanofsky, joueur d'échecs.
- 9 mars : Jean Coulthard, compositrice.
- 16 mars - Michael Starr, homme politique.
- 20 mars - Gene Eugene, acteur.
- 22 mai - E. Davie Fulton, politicien
- 27 mai - Maurice Richard, joueur de hockey sur glace.
- 11 juin - Geneviève Amyot, écrivaine québécoise.
- 10 juillet - Henri Bergeron, animateur de radio et télévision.
- 21 juillet - Frank Miller, premier ministre de l'Ontario en 1985.
- 1er août - Hugh Hood, auteur.
- 28 août : Léa Roback, militante syndicaliste et communiste.
- 10 septembre - Ben Wicks, journaliste
- 21 septembre - Jacques Flynn, homme politique
- 24 septembre - Marcel Lambert, homme politique.
- 28 septembre - Pierre Trudeau, ancien premier ministre du Canada.
- 29 septembre - Roger-E. Régimbal, politicien, industriel et gérant.
- 4 octobre : Michael Smith, biochimiste.
- 27 octobre : Tim Ralfe, journaliste.